# Кудряшёв, Пётр Иванович
Кудряшёв Пётр Иванович (21 декабря 1908, Семено-Макарово, Уфимская губерния — 31 января 2001, Кривой Рог, Днепропетровская область) — советский и украинский горный инженер-маркшейдер. Доктор технических наук (1969), профессор (1969).

## Биография
Родился 21 декабря 1908 года в селе Семено-Макарово (Башкортостан).
В 1930—1936 годах — геодезист в Кустанае, маркшейдер на Дегтярском руднике. В 1936—1938 годах — в тресте «Уралмедь». В 1938—1944 годах — маркшейдер Лениногорского комбината, главный инженер Текелийского рудоуправления. В 1939 году окончил Свердловский горный институт. В 1946—1953 годах — сотрудник Института горного дела АН Казахской ССР.
С 1953 года — в Криворожском горнорудном институте: ассистент, доцент, профессор кафедры маркшейдерского дела.
В 1967 году в Институте горного дела имени А. А. Скочинского защитил докторскую диссертацию «Исследование извлечения запасов недр и повышение эффективности разработки мощных рудных месторождений».
Умер 31 января 2001 года в городе Кривой Рог.

## Научная деятельность
Исследовал вопросы повышения качества извлечения полезных ископаемых, геометризации железорудных месторождений, увеличение эффективности горных работ.

### Научные труды
- К вопросу о классификации потерь и разубоживания руды // Известия АН Казахской ССР. Институт горного дела. 1951. — Вып. 3. — № 100.
- Влияние гранулометрического состава руды на точность опробования / Научные доклады высшей школы. — Горное дело, 1958. — № 1.
- Геометризация и учёт запасов месторождений твёрдых полезных ископаемых. — М., 1981 (в соавторстве).
- Опыт повторной разработки погашенных этажей железорудных залежей // Горный журнал. — 1981. — № 6.
- Системы разработки с закладкой вырабатываемого пространства на рудниках Кривбасса // Горный журнал. — 1983. — № 5.
- Геометризація родовищ корисних копалин. — Киев, 1992 (в соавторстве). (укр.)

## Награды
- Орден «Знак Почёта».